# 浪本勝年
浪本 勝年（なみもと かつとし、1942年9月9日 - ）は、日本の教育学者。専門は、教育法学・教育行政学。教育基本法・教科書裁判を研究。立正大学名誉教授。
日本教育政策学会会長（2005年7月～2011年7月／第5～6期）歴任、現在は関東地方区理事を担当。

## 略歴
岡山県倉敷市出身、岡山県立倉敷青陵高等学校卒業、1966年東京大学教育学部教育行政学科卒業、同大学院教育学研究科博士後期課程（教育行政科専攻）満期退学。大学院時代は宗像誠也に師事。
1975年に立正大学文学部講師、1978年に同学部助教授。1984年に同学部教授、2002年に心理学部臨床心理学科教授となり、2013年3月に定年退職。その間、ロンドン大学特別研究員など。日本教育政策学会会長。専攻は、教育法・教育政策・教師教育。

## 所属学会
- 日本教育政策学会（関東地方区理事）
- 日本教師教育学会（理事）

## 著書
- 『教育政策と教育の自由』成文堂 1972
- 『国民の教育権の生成と展開』成文堂 1976
- 『現代日本の教育と法』成文堂 1979
- 『子どもの人権と教科書』北樹出版 1982
- 『教育内容行政の限界 教科書検定と学習指導要領』北樹出版 1984
- 『教師と教育改革 臨教審の教員政策批判』エイデル研究所 1985
- 『現代教育政策の展開と動向 臨教審と教育改革の課題』学陽書房 1987
- 『現代の教師と学校教育』北樹出版 1991
- 『戦後教育改革の精神と現実』北樹出版 1993

### 共編著
- 『検定とのたたかい 教科書裁判における「家永三郎証言」』山住正己共編著 総合図書 1969
- 『史料道徳教育の研究』岩本俊郎,田沼朗,志村欣一共編 北樹出版 1982
- 『教科書制度改革への提言』大槻健、永井憲一共著 教科書検定訴訟を支援する全国連絡会教科書制度検討委員会編 あずみの書房 あずみのフォーラム　1989
- 『ハンディ教育六法』再改訂版 志村欣一,中谷彪共編 北樹出版 1997
- 『世界が報じた家永教科書裁判』荒牧重人,教科書裁判国際委員会共編 エイデル研究所 1998
- 『現代の教育を考える』中谷彪共編著 北樹出版 1999
- 『教育基本法を考える その本質と現代的意義』中谷彪共編著 北樹出版 2000
- 『教育判例ガイド』岩崎政孝,船木正文,箱田英子,吉岡睦子共著 有斐閣 2001
- 『現代の教師を考える』中谷彪共編著 北樹出版 2001
- 『現代の学校経営を考える』中谷彪共編著 北樹出版 2002
- 『今、なぜ変える教育基本法Q&A』堀尾輝久,石山久男共編著 大月書店 2003
- 『教育実習を考える』岩本俊郎共編著 北樹出版 2003
- 『現代教育用語辞典』中谷彪共編 北樹出版 2003
- 『現代の幼児教育を考える』伊藤良高,中谷彪共編著 北樹出版 2003
- 『資料生活指導を考える』岩本俊郎共編 北樹出版 2005
- 『資料特別活動を考える』岩本俊郎共編 北樹出版 2005
- 『ハンディ教育六法 2005年版』伊藤良高,志村欣一,中田康彦,中谷彪,廣田健,山口拓史,佐伯知美共編 北樹出版 2005
- 『教育裁判証言・意見書集』編著 北樹出版 2006
- 『史料・道徳教育を考える』岩本俊郎,佐伯知美, 岩本俊一共編 北樹出版 2006
- 『「改正」教育基本法を考える 逐条解説』三上昭彦共編著 北樹出版 2007
- 『現代日本の教育を考える 理念と現実』岩本俊郎共編著 北樹出版 2007
- 『神保・宮台(激)トーク・オン・デマンド6　教育をめぐる虚構と真実』神保哲生,宮台真司,藤原和博,藤田英典,寺脇研,内藤朝雄,鈴木寛共著 春秋社 2008
- 『現代日本の教師を考える』岩本俊郎共編著 北樹出版 2008
- 『ハンディ教育六法 2008年版』伊藤良高,志村欣一,中田康彦,廣田健,佐伯知美,石本祐二共編 北樹出版 2008
- 『新教育実習を考える』岩本俊郎,大津悦夫共編著 北樹出版 2012
- 『ハンディ教育六法 2012年版』伊藤良高, 廣田健,石本祐二,白川優治共編 北樹出版 2012
- 『ハンディ教育六法 2013年版』伊藤良高,廣田健,石本祐二,白川優治,海老沢隼悟共編 北樹出版 2013
- 『教育の法と制度』編 学文社 教師教育テキストシリーズ 2014